# وسام زکی
وسام زکی (عربی: وسام زكي؛ زادهٔ ۵ اوت ۱۹۸۶) بازیکن فوتبال اهل عراق است.
از باشگاه‌هایی که در آن بازی کرده‌است می‌توان به باشگاه ورزشی الطلبه، باشگاه ورزشی دهوک، باشگاه ورزشی اربیل، باشگاه ورزشی الزورا و باشگاه فوتبال النفط اشاره کرد.
وی همچنین در تیم ملی فوتبال عراق بازی کرده‌است.